# Anna Milenina
Anna Milenina (nacida como Anna Burmistrova, 15 de julio de 1986) es una deportista rusa que compite en biatlón adaptado y esquí de fondo adaptado. Ganó 17 medallas en los Juegos Paralímpicos de Invierno entre los años 2006 y 2018.

## Palmarés internacional
| Representando a Rusia                              |                             |                   |                         |
| Juegos Paralímpicos                                |                             |                   |                         |
| Año                                                | Lugar                       | Medalla           | Prueba                  |
| 2006                                               | Turín (Italia)              | Medalla de oro    | 10 km de pie            |
| 2006                                               | Turín (Italia)              | Medalla de plata  | 5 km de pie             |
| 2006                                               | Turín (Italia)              | Medalla de plata  | 15 km de pie            |
| 2010                                               | Vancouver (Canadá)          | Medalla de oro    | 15 km de pie            |
| 2010                                               | Vancouver (Canadá)          | Medalla de bronce | 1 km velocidad de pie   |
| 2014                                               | Sochi (Rusia)               | Medalla de oro    | 1 km velocidad de pie   |
| 2014                                               | Sochi (Rusia)               | Medalla de oro    | 5 km de pie             |
| 2014                                               | Sochi (Rusia)               | Medalla de bronce | 15 km de pie            |
| Representando a los Atletas Paralímpicos Neutrales |                             |                   |                         |
| Juegos Paralímpicos                                |                             |                   |                         |
| Año                                                | Lugar                       | Medalla           | Prueba                  |
| 2018                                               | Pyeongchang (Corea del Sur) | Medalla de oro    | 1,5 km velocidad de pie |
| 2018                                               | Pyeongchang (Corea del Sur) | Medalla de plata  | 15 km de pie            |

| Representando a Rusia                              |                             |                  |                         |
| Juegos Paralímpicos                                |                             |                  |                         |
| Año                                                | Lugar                       | Medalla          | Prueba                  |
| 2006                                               | Turín (Italia)              | Medalla de plata | 7,5 km de pie           |
| 2010                                               | Vancouver (Canadá)          | Medalla de oro   | 3 km persecución de pie |
| 2010                                               | Vancouver (Canadá)          | Medalla de plata | 12,5 km de pie          |
| 2014                                               | Sochi (Rusia)               | Medalla de plata | 6 km de pie             |
| Representando a los Atletas Paralímpicos Neutrales |                             |                  |                         |
| Juegos Paralímpicos                                |                             |                  |                         |
| Año                                                | Lugar                       | Medalla          | Prueba                  |
| 2018                                               | Pyeongchang (Corea del Sur) | Medalla de oro   | 12,5 km de pie          |
| 2018                                               | Pyeongchang (Corea del Sur) | Medalla de plata | 6 km de pie             |
| 2018                                               | Pyeongchang (Corea del Sur) | Medalla de plata | 10 km de pie            |